# Langkasuka
Langkasuka (Hán-Việt: Lang Nha Tu 狼牙脩) là một vương quốc cổ của người Mã Lai cổ, tồn tại từ thế kỷ 2 đến thế kỷ 7 công nguyên tại khu vực bán đảo Mã Lai ngày nay

## Hình thành và phát triển
Theo các tấm bia cổ được phát hiện tại bán đảo và các biên niên sử Mã Lai cùng như thư tịch cổ Trung Hoa, cho biết vương quốc này được hình thành từ khoảng thế kỷ 2 và tồn tại đến thế kỷ 7. Langkasuka có mối quan hệ với Phù Nam từ rất sớm, thậm chí có một thời kỳ là chư hầu của Phù Nam. Mối quan hệ với Trung Quốc muộn hơn vào khoảng thế kỷ 6, thư tịch cổ của Trung Hoa – Lương thư có chép:
Dân chúng đàn ông và đàn bà đều để xõa tóc, mặc áo không ống tay, may bằng thứ vải họ gọi là kan-man, dệt bằng sợi bong ke-pei. Vua quan còn khoác thêm mảnh vải màu đỏ màu mặt trời mọc để che phần trên. Họ thắt lưng bằng một dây đai vàng và đeo khuyên vàng ở tai. Các phu nhân trang sức bằng những khăn choàng đẹp có đính nhiều đá quý. Những bức tường thành ở xứ này đều xây bằng gạch. Nhà ở có cửa hai cánh và lầu xây vượt lên trên nền đất cao. Khi tra khỏi cung điện, nhà vua ngồi trên lưng voi, có lọng che màu trắng, đi trước là đoàn trống dong cờ mở, vây quanh là đám binh lính dáng điệu dữ dằn...
Vương quốc này nằm ở phía bắc bán đảo Mã Lai, ngày nay là gồm các tỉnh miền nam Thái Lan và bang Kedah, Perak, Kelantan của Malaysia.

## Kết thúc
Không có tài liệu nói về sự chấm dứt của vương triều một cách rõ ràng, tuy nhiên căn cứ qua những biên niên sử Mã Lai và Java có nói tới cuộc chính phạt của vương quốc Srivijaya vào thế kỷ 8 và thu phục các tiểu quốc từng tồn tại trước đó. Tuy nhiên cũng có những tài liệu sau này xác minh rằng, vương quốc Langkasuka tự suy yếu dần và tan rã trước khi nó trở thành một bộ phận của đế chế Srivijaya hình thành từ thế kỷ 7
Các vua của Langkasuka:
1. Merong Mahawangsa: Ông là vị vua đầu tiên của Langkasuka. Theo tài liệu ghi nhận, ông là hoàng thân ở La Mã chạy tỵ nạn sang định cư ở thung lũng Bujang và thành lập Vương quốc Langkasuka vào khoảng cuối thế kỷ II SCN. Ông được cho là hậu duệ của Alexandre Đại đế và la người Ấn đầu tiên sang làm vua ở bán đảo Mã Lai. Không rõ ông cai trị trong bao nhiêu năm, nhưng trong thời gian cai trị thì ông cưới vợ (người bản xứ) và có ít nhất 3 trai, 1 gái. Ba con trai của ông là Merong Mahapudisat, Ganjil Sarjuna và Seri Mahawangsa; một con gái là Raja Puteri. Khi đã già, ông nhường ngôi cho con trai cả là Merong Mahapudisat và "trở lại La Mã".
2. Merong Mahapudisat: Ông trở thành vua của Langkasuka sau khi cha ông, Merong Mahawangsa quay trở lại La Mã. Ông là con trai cả của Mahawangsa. Truyền thuyết nói rằng ông cũng là vị vua đầu tiên của nước Xiêm cổ đại.
3. Ganjil Sarjuna: ông là con trai thứ hai của Mahawangsa, lên ngôi sau khi anh trai qua đời. Ông đã lập vương quốc Ấn giáo Gangga Negara.
4. Raja Puteri: Bà trở thành nữ hoàng của Langkasuka sau khi anh trai thứ hai là Ganjil Sarjuna băng hà. Bà là con út trong gia đình Mahawangsa, là người cai trị đầu tiên của vùng Pattani (Thái Lan)
5. Sri Mahawangsa: Ông trở thành vua của Langkasuka sau khi anh trai của mình, Ganjil Sarjuna chết. Thời kỳ này có sự xáo trộn trong nội bộ hoàng tộc Mahawangsa, khi mà cả hai vua đồng trị vì cùng thời gian. Khi ông chết, con trai là Maha Inderawangsa kế vị.
6. Sri Maha Inderawangsa: ông là con trai của Sri Mahawangsa, kế vị sau khi cha qua đời. Ông còn được gọi với biệt danh "vua Bersion" vì hành vi ăn thịt người dân trong nước và uống máu người (chắc có lẽ uống máu người là để "trường sinh"). Vì hành vi tàn bạo này của ông mà cha ông đã tìm cách truy bức và bắt bỏ ngục ông. Quá lo sợ, ông đã bỏ chạy trốn vào núi Jerai, có với người phụ nữ địa phương một đứa con trai, người được gọi là Phra Ong Mahapudisat. Qua nhiều năm truy lùng, cuối cùng quân của Mahawangsa đã bắt được Inderawangsa và đem giết chết, song con trai của Inderawangsa thì Mahawangsa tha chết vì đã "uống máu" hoàng gia.
7. Phra Ong Mahapudisat: sau cái chết của ông nội và cha, thần dân xứ Langkasuka rất cần một người kế nhiệm mà đã có một dòng máu hoàng gia. Phra Ong Mahapudist lên ngôi vua sau cái chết của cha mình.
8. Phra Ong Mahawangsa: Ông là con trai duy nhất của Phra Ong Mahapudisat. Ban đầu ông cũng theo Ấn giáo; nhưng khi Hồi giáo bắt đầu du nhập vào Mã Lai cuối thế kỷ VII (năm 683, trên minh văn Bangkar) thì ông theo Hồi giáo và đổi niên hiệu theo Hồi giáo. Ít lâu sau, ông không chống nổi cuộc tấn công của quân Srivijaya Phật giáo do vua Jayanasa và bị thất baị nặng nề, vương quốc biến mất.